# Upeneus sundaicus
Upeneus sundaicus es una especie de peces de la familia Mullidae en el orden de los Perciformes.

## Morfología
Los machos pueden llegar alcanzar los 22 cm de longitud total.

## Distribución geográfica
Se encuentra desde el Pakistán, India y Sri Lanka hasta Indonesia, norte de Australia y Japón.

## Hábitat
Es un pez de mar.